# Jeff Cotton
Jeff Cotton (* 31. Mai 1948 in Porterville, Tulare County, Kalifornien), auch bekannt als Antennae Jimmy Semens, ist ein US-amerikanischer Gitarrist. Bekannt ist er vor allem für seine Arbeit mit Captain Beefheart & His Magic Band und mit Mu. Neben Slide-Gitarre spielt er auch Bassklarinette und E-Bass.

## Karriere
1962 zog Jeff Cotton mit seinen Eltern nach Lancaster. Schon mit 14 Jahren gründete er die Band Merrell & The Exiles zusammen mit Merrell Fankhauser, der schon diverse Surf-Hits mit The Impacts hatte, sowie seinen Highschool Freunden Greg Hampton und Jim Ferguson. Später gehörte auch John French zu der Band. Nachdem die Band 1966 zerfallen war, spielte Cotton bei Blues In A Bottle (zusammen mit John French, Mark Boston und später Bill Harkleroad). 1967 wurde Cotton Gitarrist bei Captain Beefheart & His Magic Band und trat die Nachfolge von Ry Cooder an. Beefheart verpasste ihm auch den Bühnennamen Antennae Jimmy Semens. Nach der Arbeit an dem legendären Album Trout Mask Replica kam es zu Streitigkeiten wegen Beefhearts „Führungsstil“ und Cotton verließ die Band 1970, nachdem ihn Jeff Bruschell, der damalige Aushilfsdrummer der Magic Band, tätlich angegriffen und ihm mehrere Rippen gebrochen hatte.
Nach seiner Genesung gründete er 1970 mit Merrell Fankhauser, Randy Wimer und Larry Willey die „legendäre“ Band Mu. Nach einem erfolglosen Album und ausbleibendem kommerziellem Erfolg löste sich auch diese Band 1975 auf. Aufnahmen von 1974 für ein zweites Album wurden erst in den 1980er Jahren veröffentlicht. Desillusioniert von der Musikindustrie fand Jeff Cotton seine Berufung im christlichen Priesteramt.

## Trivia
- Jeff Cotton war die Besetzung für die Rolle des Cecil Sweeney in Frank Zappas „teenage opera“ Captain Beefheart vs. The Grunt People, eines dummen Neffen des Hausmeister-Wissenschaftlers Billy Sweeney (besetzt mit Bob Guy).[1]

## Diskografie

### Mit Merrell & The Exiles
Singles:
- 1964: Please Be Mine / Too Many Heartbreaks
- 1964: Send Me Your Love / Don’t Call On Me
- 1965: Sorry For Yourself / I Saw Suzie Cryin'
- 1965: Can’t We Get Along / That’s All I Want From You
- 1967: Tomorrow’s Girl / When I Get Home

Alben:
- 1996: The Early Years 1964–1967
- 1997: Desert Island Treasures (mit The Impacts, Merrell & The Exiles u. a.)
- 2000: Wild in the Desert

### Mit Fapardokly (eigentlich Merrell & The Exiles)
- 1966: Fapardokly

### Mit Captain Beefheart & His Magic Band
- 1968: Strictly Personal
- 1969: Trout Mask Replica
- 1971: Mirror Man
- 1992: I May Be Hungry But I Sure Ain’t Weird
- 1999: Grow Fins: Rarities (1965-1982)
- 2008: It comes to you in a plain brown wrapper

### Mit MU
- 1971: MU
- 1981: The Last Album
- 1985: Children of the Rainbow
- 1988: Best of MU

### Mit Merrell Fankhauser
- 1976:  The Maui Album